# Sándor Jávorka
Sándor Jávorka (12 de marzo de 1883 – 28 de septiembre de 1961) fue un súbdito del reino de Hungría, profesor, y botánico, destacado especialista en geobotánica.

## Biografía
Después de asistir a la escuela en Selmecbánya Sándor Jávorka estudió en la Universidad de Budapest y recibió allí su doctorado en 1906 con una tesis sobre el género Onosma.
Desde 1905, trabajó en el Departamento de Botánica del Museo Nacional Húngaro, donde trabajó hasta 1940, finalizando como director. Incluso después de jubilado permaneció allí activo. En 1939 fue profesor en la Universidad de Budapest.
Desarrolló trabajos científicos de taxonomía de plantas y de la flora de Hungría, Bulgaria, Yugoslavia y Albania. Botanizó los Cárpatos: Checoslovaquia, Rumania, y la península de los Balcanes: Albania, Bulgaria, Yugoslavia, y también en otros países europeos: Austria, Suiza, Francia, Polonia, URSS.
Desde 1903 publicó más de 220 obras, incluyendo 18 libros. Sus principales obras incluyen la Flora Hungarica publicado en 1924-25, y Iconographia Florae Orientalis Partis Austro-Europae Centralis (1929 a 1934), junto con libros de identificación y una biografía del botánico húngaro Pál Kitaibel.

## Obra importante
- Hazai Onosma-fajaink. En: Annales Historico-Naturales Musei Nationalis Hungarici 4 (1906) 406–449

- Néhány adat a magyar flóra ismeretéhez. in: Magyar Botanikai Lapok 1910

- Az Erysimum crysimoides csoportról. in: Magyar Botanikai Lapok 1912

- Magyarország erdőségei. Budapest, k. n. 1920

- A magyar flóra: Magyarország virágos és edényes virágtalan növényeinek meghatározó kézikönyve I–II. Budapest, Studium, 1924–1925, cii + 1.307 pp.

- A magyar flóra kis határozója. Budapest, Studium, 1926, xxv + 324 pp., 47 t. (Csapody Verával)

- Adatok Albánia flórájához – Additamenta ad floram Albaniae. Budapest, Magyar Tudományos Akadémia, 1926, 348 pp. (Csiki Ernővel és Kümmerle Jenő Bélával)

- A magyar flóra képekben I–III. Budapest, 1929–1934. (Csapody Verával)

- - Angolul: Iconography of the flora from the south-eastern part of central Europe. Budapest, Akadémiai, 1975, 73 + xl + 576 pp.

- - Németül: Ikonographie der Flora des südöstlichen Mitteleuropa. Budapest, Akadémiai, 1979, 783 pp.

- Növényelterjedési határok a Dunántúlon. in: Matematikai és Természettudományi Értesítő 1940

- Magyar gyógynövények I–II. Budapest, Földművelésügyi Minisztérium, 1948. (Augustin Bélával, Giovanni Rudolffal és Rom Pállal)

- Viruló természet I–II. Szerk. Jávorka Sándor. Budapest, Új Idők Irodalmi Intézet, 1947

- Erdő-mező virágai: A magyar flóra színes kis atlasza. Budapest, Mezőgazdasági, 1950, 208 pp. + 120 t. (Csapody Verával)

- - Szlovákul: Kvety lesov a lúk. Bratislava, 1959, 237 pp. + 60 t.

- A magyar növényvilág kézikönyve: Magyarország vadontermő és termesztett növényeinek meghatározója, ökológiai és gazdasági útmutatója. Budapest, Akadémiai, 1951. (Jávorka Sándor flóraművei alapján írta Soó Rezső)

- A baltacím. Budapest, Akadémiai, 1955, 66 + 53 pp. (Mándy Györggyel és Vizer Jakabbal)

- Kitaibel Pál. Budapest, Akadémiai, 1957, 212 pp.

- Kerti virágaink: Közép-európai dísznövények színes atlasza. Budapest, Mezőgazdasági, 1962, 154 pp. (Csapody Verával)

- A gesztenye (Castanea sativa Mill.). Budapest, Akadémiai, 1969, 123 pp. = Magyarország Kultúrflórája 7/16. (Maliga Pállal)

- Erdő-mező növényei. Budapest, Natura, 1980, 201 pp. + 120 t. (Csapody Verával és Csapody Istvánnal)

- - Szlovákul: Rastliny lesov a lúk. Bratislava, Priroda, 1983, 185 pp. 60 t.

## Honores
- 1936: miembro de la Academia de Ciencias de Hungría
- 1952: Premio Kossuth

### Epónimos
Género
- (Rubiaceae) Javorkaea Borhidi & Jarai-Koml.[1]
- La abreviatura «Jáv.» se emplea para indicar a Sándor Jávorka como autoridad en la descripción y clasificación científica de los vegetales.[2]